# Platycalymma latipennis
Platycalymma latipennis es una especie de mantis de la familia Iridopterygidae. Es la única especie del género Platycalymma.

## Distribución geográfica
Se encuentra en Madagascar.